# مغلوب قانون
مغلوب قانون (به انگلیسی: Down by Law) فیلم مستقل سیاه و سفیدی است که در سال ۱۹۸۶ توسط جیم جارموش نوشته و کارگردانی شده‌است. ستارگان این فیلم تام ویتس، روبرتو بنینی و جان لیوری هستند.
فیلم حول موضوع توقیف، حبس و فرار سه مرد از زندان می‌گردد. این فیلم با تمرکز بر روی روابط میان فرار کنندگان بجای پرداخت شیوه فرار قواعد فیلمهای گونه فرار از زندان را می‌شکند. یکی از خصیصه‌های چشمگیر کار، کار با دوربین رابی مولر در تصویر کشیدن نیو ارلین و رودخانه لوییزیانا -که از طریق آن هم سلولیها فرار می‌کند- است.

## خلاصه فیلم
سه مرد که از قبل هیچ آشنایی با هم ندارند در نیواورلین در یک سلول بازداشت می‌شوند. زک که یک دی جی است و جک که یک دلال جنسی است بیگناه و توسط پاپوش ساختن و گناهی که آن‌ها انجام نداده بودند بازداشت شدند. هم سلولی آن‌ها باب که یک توریست ایتالیایی است و به زبان انگلیسی آشنایی خیلی کمی دارد به خاطر آدم‌کشی به زندان افتاده‌است. زک و جک با هم دعوایشان می‌شود و از آن پس با هم صحبت نمی‌کنند. باب میل سرکشی به صحبت و گفتگو دارد. او راهی برای فرار پیدا می‌کند و از طریق یک مرداب آن سه تن از زندان فرار می‌کنند. به سبب قهر و آشتی‌های زک و جک ' گروه آن‌ها مرتباً از هم می‌پاشد و دوباره جوش می‌خورد. تا اینکه به کلبه ای می‌رسند. آن دو باب را برای گرفتن غذا به داخل خانه روانه می‌کنند. در آنجا دختری به نام نیکلتا است که باب عاشق او شده و از آن پس با او در جنگل زندگی خواهد کرد. زک و جک نیز از هم جدا می‌شوند و هر یک به راه خود می‌رود، یکی به سمت شرق و دیگری به سمت غرب و این پایان دوستی پر از غرولند آنهاست.

## گروه تولید
فیلمبرداری کار با روبی مولر است که در کارهای دیگری مثل قطار شگفت‌انگیز، مرد مرده و گوست داگ: سلوک سامورایی با جیم جارموش همکاری داشته‌است. موسیقی کار توسط جان لیوری بازیگر فیلم نوشته شده و ترانه‌های فیلم توسط تام ویتس دیگر بازیگر فیلم تصنیف شده‌است که در آلبوم سگ‌ها می‌بارند اکران شده‌اند.

## بازیگران
- تام ویتس در نقش زک
- روبرتو بنینی در نقش باب
- جان لیوری در نقش جک
- نیکلتا براسکی در نقش نیکلتا
- الن بارکین در نقش لائورت
- بیلی نیل در نقش بابی

## اکران
این فیلم در سال ۱۹۸۶ به جشنواره فیلم کن راه یافت.

## جزئیات
- وقتی در جنگل باب مشغول کباب کردن گوشت خرگوش است شروع به تعریف قصه ای از خانه‌اش می‌کند و در آن به خواهرانش برنا، آلبرتینا، آنا اشاره می‌کند که واقعاً هم خواهران او هستند. نام ایزولینا و لوییجی نیز نام واقعی پدر و مادر اوست.
- بنینی و نیکولتا براسکی دو کارکتری که در فیلم عاشق هم شده و با هم ازدواج می‌کنند، بعداً در زندگی واقعی نیز با هم ازدواج می‌کنند.
- فیلم به پاسکال اگیر و انزو اونگاری تقدیم شده‌است.